# بيتر درابر
بيتر درابر (بالإنجليزية: Peter Draper)‏ هو سياسي أسترالي، ولد في 22 مارس 1958. انتخب عضو الجمعية التشريعية نيو ساوث ويلز.